# Attacobius nigripes
Attacobius nigripes là một loài nhện trong họ Corinnidae.
Loài này thuộc chi Attacobius. Attacobius nigripes được Cândido Firmino de Mello-Leitão miêu tả năm 1942.